# Глинский-Сафронов, Виктор Иванович
Виктор Иванович Сафронов (Глинский) (1883—1945) — российский и советский флейтист и педагог.
С 1902 по 1909 год учился в Московской Консерватории у В.Кречмана. 
С 1922 по 1940 год артист оркестра Большого театра, Персимфанса. Также с 1922 г. преподавал в музыкальном техникуме им. Римского-Корсакова, с 1923 г. техникуме им. Рубинштейна, с 1928 г. в музыкальном техникуме им. Гнесиных.

## Творческая деятельность
Глинский-Сафронов внёс значительный вклад в развитие отечественного флейтового искусства, в формирование московской исполнительской и педагогической школы. 
В 1930 году он издаёт тетрадь «Ежедневных специальных упражнений для флейты». 
В 1935 г отредактировал и издал на русском языке «Школу игры на флейте» В.Поппа. В его редакции она неоднократно переиздавалась и являлась ценным дополнением к изданной ранее «Школе» Н.Платонова, отдельные её части с успехом используются в обучении и сейчас.
В 1930—1935 гг. выпустил ряд переложений для флейты с фортепиано
А. В. Никольский в 1908 г. посвятил ему своей Концерт ми минор для флейты с оркестром, а В.Н. Цыбин посвятил ему один из свои концертных этюдов.
Борис Тризно в известной брошюре «Флейта» пишет: 
«Превосходным музыкантом был солист Большого театра в Москве В. И. Глинский-Сафронов. Он внёс в конструкцию бёмской флейты весьма ценные усовершенствования, оставшиеся, однако, без должного внимания» 
А вот что писала критика после одного из концертов музыканта в Кисловодске:
В прошлое воскресенье на вечерней музыке в парке В.И. Сафроновым был исполнен с громадным успехом необычайно трудный для исполнения концерт “Иллюзион”, сочинение Фюрстенау. [...] Достаточно сказать, что в некоторых тактах пьесы, написанных в четыре четверти и идущих в темпе марша, солисту приходилось отчётливо и чисто исполнять до сорока двух нот. Кроме овации со стороны публики исполнитель заслужил овацию своих товарищей и сотрудников по оркестру, что в особенности дорого всякому солисту.
Глинский-Сафронов был лично знаком с Леонардо де Лоренцо, и упомянут в его книге о флейтистах как англ. Victor Safronoff.